# Recently (Joan Baez)
Recently è un album in studio della cantante statunitense Joan Baez, pubblicato nel 1987. 

## Tracce
1. Brothers in Arms (Mark Knopfler)
2. Recently (Joan Baez)
3. Asimbonanga (Johnny Clegg)
4. The Moon Is a Harsh Mistress (Jimmy Webb)
5. James and the Gang (Baez)
6. Let Us Break Bread Together/Oh Freedom (tradizionale)
7. MLK (Paul David Hewson, David Howell Evans, Larry Mullen Jr., Adam Clayton)
8. Do Right Woman, Do Right Man (Chips Moman, Dan Penn)
9. Biko (Peter Gabriel)